# 艾因泰穆尚特省
艾因泰穆尚特（阿拉伯語：ولاية عين تموشنت）是阿尔及利亚西北部的一个省，首府艾因泰穆尚特。
艾因泰穆尚特省分为8个县和38个市。
35°18′N 1°08′W / 35.3°N 1.13°W